# بیلی گارتون
بیلی گارتون (انگلیسی: Billy Garton؛ زادهٔ ۱۵ مارس ۱۹۶۵) بازیکن فوتبال اهل بریتانیا است.
از باشگاه‌هایی که در آن بازی کرده‌است می‌توان به باشگاه فوتبال ویتون آلبیون، باشگاه فوتبال بیرمنگام سیتی، و باشگاه فوتبال منچستر یونایتد اشاره کرد.